# Constantin Anton (profesor)
Constantin Anton (n. 14 februarie 1931, Năsăud, România – d. 2 ianuarie 2016) a fost un profesor, autor și politician din România.

## Viața și activitatea
S-a născut într-o famile de greco-catolici și este absolvent al Facultății de Științe Naturale-Geografie din cadrul Universității “Babeș-Bolyai” din Cluj (1960). În perioada 1953-1955 a fost profesor suplinitor la Chieșd, iar în perioada 1955-1957 a fost directorul aceleiași școli. A fost transferat la Școala Generalã din Șumal (1957), îndeplinind funcția de director, iar în perioada 1958-1968 a fost profesor și directorul școlii din Valcău de Jos. Din anul 1968, pânã în anul 1978 a fost directorul Liceului de Culturã Generalã din Șimleu Silvaniei. A avut o bogată activitate socialã și pedagogică. În perioada 1968-1978 a publicat anuarele liceului la care a funcționat ca director, lucrare începută de Dr. Ioan Ossian. În perioada 1978-1980 a funcționat ca profesor de geografie la Liceul din Șimleu, iar la 1 septembrie 1980 a fost numit directorul Școlii Generale nr. 1 din aceiași localitate. În anul 1989 a revenit la catedra de geografie a Liceului “Simion Bărnuțiu”, unde a funcționat pânã în anul 1993. A fost unul dintre liderii Partidului Național Țărănesc Creștin Democrat. În perioada 1997-1999 a fost director al Direcției Programe și Strategii din cadrul Prefecturii Sălaj, apoi pânã în 2001 a fost profesor suplinitor la Școala Generală Nr. 1 din Șimleu. A participat la numeroase sesiuni de comunicãri științifice, simpozioane, mese rotunde. Colaborãri: Năzuința, Graiul Sãlajului, Sãlajul Orizont, Tribuna învățământului, Natura, Școala noastrã, etc. A întemeiat revista Școlii Condeie sălăjene. 

## Lucrări
- Contribuții la monografia Liceului “Simion Bărnuțiu“ din Șimleu Silvaniei (1919-1969) (Oradea, 1970), Volum colectiv;
- Monografia comunei Chieșd, 1955, Volum colectiv
- Monografia comunei Valcău de Jos, 1961, Volum colectiv
- Oameni și locuri din ținutul Șimleului
- Valorificarea potenþialului turistic al depresiunii Șimleului.